# Сосновец-Мачки
Сосновец-Мачки (пол. Sosnowiec Maczki) — узловая железнодорожная станция в городе Сосновец (расположенная в дзельнице Мачки), в Силезском воеводстве Польши. Имеет 2 платформы и 3 пути.

## История
Станция 1 класса была построена под названием «Граница» (пол. Granica) на линии Варшаво-Венской железной дороги в 1848 году, когда эта территория находилась в составе Российской Империи. Тогда на станции был расположен железнодорожный пограничный переход Граница—Щакова из Российской Империи в Австрийскую империю. В 1889 году станция имела 2 класс.
В 1873 году были окончены работы по расширению дворца (пассажирского здания).
В 1879 году началась постройка депо на 4 паровоза.
В 1911 году станция получила новое название «Граница Варшаво-Венская».
По данным Статистического справочника железных дорог Российской империи, в 1913 году на станции было отправлено 86 458 т груза, принято 6117 т груза, продано 1 017 692 пассажирских билета.